# Alessandro Cortinovis
Alessandro Cortinovis (Torre de' Roveri, Italia, 11 de octubre de 1977) es un ciclista italiano ya retirado.

## Biografía
Debutó como profesional en 2000 con el equipo Colpack-Astro. Después de dos temporadas en el equipo Milram, puso fin a su carrera en el año 2007, sin haber conseguido ninguna victoria como profesional.

## Palmarés
No consiguió ninguna victoria como profesional

## Resultados en Grandes Vueltas
| Carrera | Carrera         | 2000 | 2001 | 2002  | 2003 | 2004 | 2005 | 2006  | 2007  |
| ------- | --------------- | ---- | ---- | ----- | ---- | ---- | ---- | ----- | ----- |
|         | Giro de Italia  | —    | 90.º | —     | —    | —    | —    | 105.º | 113.º |
|         | Tour de Francia | —    | —    | 140.º | —    | —    | 98.º | —     | 122.º |
|         | Vuelta a España | —    | —    | —     | Ab.  | 82.º | 83.º | —     | —     |

—: no participa

Ab.: abandono